# Jean Valnet
Jean Valnet, né le 26 juillet 1920 à Châlons-en-Champagne (Marne) et mort le 29 mai 1995 à Vulaines-sur-Seine (Seine-et-Marne), est un médecin et chirurgien militaire français de 1945 à 1959. Il exerce ensuite comme médecin dans la vie civile. Il se consacre à l'étude et à l’enseignement de la phytothérapie et de l’aromathérapie et publie des ouvrages sur le sujet.

## Biographie

### Famille
Né le 26 juillet 1920 à Châlons-en-Champagne, il est le fils de Paul Valnet, officier du génie, et de Marie-Germaine Thiébaud.

### Formation
Il fait ses études au Prytanée national militaire de la Flèche, à l’École du service de santé militaire et à la faculté de Médecine de Lyon.
Docteur en médecine en 1945, chirurgien, il est aussi diplômé de médecine légale et de psychiatrie, de microbiologie et d'hygiène, de médecine coloniale, et diplômé de médecine du travail (1943-1944).

### Médecin militaire
De 1944 à 1945, il est assistant du chef des services chirurgicaux de l'hôpital d'Évacuation 412. En 1945, il obtient son titre de docteur en médecine et il est nommé médecin lieutenant et assistant chirurgien aux hôpitaux d'évacuation 412 et 501 en Allemagne. Il devient médecin de l'École spéciale militaire de Saint-Cyr et de l'École d'application de l'infanterie. Nommé médecin capitaine (1948), puis chirurgien de l'antenne chirurgicale avancée au Tonkin (1950-1953). Il est ensuite médecin-chef du secrétariat d'État à la Guerre, de l'état-major de l'Armée et du Cabinet du ministre des Armées (1953-1959), médecin commandant et puis médecin lieutenant-colonel (1958).

### Médecin généraliste et aromathérapeute
En 1959, il quitte l'armée pour exercer comme médecin généraliste à Paris. Il se consacre alors à l'étude et à l’enseignement de la phytothérapie et de l’aromathérapie et introduit dans le domaine de la médecine naturelle les travaux scientifiques de Louis-Claude Vincent sur les valeurs électromagnétiques de certaines solutions.
Il reprend les travaux de René-Maurice Gattefossé sur les huiles essentielles et ses écrits contribuent à vulgariser l'aromathérapie auprès du grand public.
En 1971, il est suspendu pendant un an par l'Ordre des médecins, à la suite de la parution de son ouvrage Docteur Nature.
En 1981, il fonde le Collège de phyto-aromathérapie et de médecines de terrain de langue française (association loi de 1901) qui a pour objet la recherche et l'étude
en aromathérapie et en phytothérapie.
Il est l'artisan du développement en France de l'aromathérapie qu'il nomme  la phyto-aromathérapie. Il crée plusieurs préparations aux huiles essentielles.
Il participe en 1984 à des émissions de télevision,.
Il meurt le 29 mai 1995 à Vulaines-sur-Seine (Seine-et-Marne).

## Décorations
- Croix de guerre pour ses interventions chirurgicales et sa contribution aux évacuations sanitaires sur le front d’Hoa-Binh, attribuée le 12 mai 1952 par délégation du général Salan.
- Citation à l’ordre de l’armée pour ses interventions lors de l’intervention Mercure et aux combats de Bich-Du, le 29 juin 1952.
- Officier de la Légion d’Honneur le 13 mars 1969.
- Officier dans l’ordre des Palmes Académiques le 28 janvier 1971.

## Œuvres
- Jean Valnet, François Bruno, André Mahé, Claude Le Prestre, Gilles Lambert, Jacques Ménétrier, Les médecines différentes, éd. Planète, Paris, 1964
- Jean Valnet, Docteur Nature, éd. Fayard, Paris, 1971
- Jean Valnet, La phytothérapie : traitement des maladies par les plantes, Paris, Librairie générale française, coll. « Le Livre de poche » (no 7889), 1986, 639 p., 17 cm (ISBN 2-253-03790-7, BNF 34843301)
- Jean Valnet, L'Aromathérapie ou Aromathérapie, Traitement des maladies par les essences des plantes, éditions Maloine, Paris, 1964 (illustrations de Jehan Berjonneau), éd. Le Livre de Poche no 7885, Paris, (nombreuses éditions)  (ISBN 2-253-03564-5)
- Thérapeutique journalière par les légumes et les fruits.
  - Première édition : éditions Maloine, Paris, 1967, 320 p., (BNF 33206396).
  - Deuxième édition, sous le nouveau titre « Traitement des maladies par les légumes, les fruits et les céréales », éditions Maloine, Paris, 1971, 409 p., (BNF 35390609). — Titre maintenu jusqu'à la 8e édition, chez le même éditeur, en 1982.
  - 9e et dernière édition, sous le titre « Se soigner, par les légumes, les fruits et les céréales », Librairie générale française, coll. « Le Livre de poche » série « Pratique » no 7888, Paris, 1985, 512 p.,  (ISBN 2-253-03705-2), (BNF 34837630). — Dernières réimpressions, de 2001 à juillet 2009, chez le même éditeur et dans la même collection, sous le code  (ISBN 2-253-03655-2) puis  (ISBN 978-2253-03655-5), (BNF 37652855).
- Jean Valnet, Ch. Duraffourd, J-Cl. Lapraz, Une médecine nouvelle. Phytothérapie et aromathérapie - comment guérir les maladies infectieuses par les plantes, éd. Presses de la Renaissance, 1978  (ISBN 2-85616-121-9)
- Christian Duraffourd, Jean-Claude Lapraz, Jean Valnet, Abc de phytothérapie dans les maladies infectieuses, éd. Grancher, 1998
- Jean Valnet, La santé par les fruits, les légumes et les céréales, éd. Vigot, 2001